# Chordodes compressus
Chordodes compressus är en tagelmaskart som beskrevs av Römer 1895. Chordodes compressus ingår i släktet Chordodes och familjen Chordodidae. Inga underarter finns listade i Catalogue of Life.